# Vibroplex
La société Vibroplex travaille sans interruption depuis 105 ans de la même façon qu'aujourd'hui. Son propriétaire actuel, Scott Robins, est un radioamateur licencié sous l'indicatif W4PA. La société est située à Knoxville, Tennessee aux États-Unis. Scott Robins quitte la société Ten-Tec après 14 années de collaboration pour devenir le huitième propriétaire de Vibroplex le 21 décembre 2009.
Vibroplex et la marque du manipulateur de code Morse double–contact, semi–automatique qui voit le jour en 1905 après avoir été mis au point par Horace Martin et breveté à New York en 1904. Pour des raisons inconnues, ce premier manipulateur reçoit le surnom de bug (insecte)

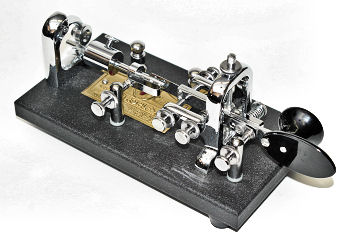
Vibroplex "Original Bug" model.

Le Vibroplex le plus classique se compose d'un levier unique avec une partie plate sur le côté gauche pour appuyer le pouce et une sorte de bouton en creux sur le côté droit pour placer l'index.
Lorsqu'on appuie sur le côté droit, on obtient un contact continu qui permet de manipuler les traits. Lorsque la pression se fait sur la gauche, on lance un système à masselotte qui se met en mouvement horizontalement en produisant un contact alternatif permettant de générer des points dont la fréquence est ajustée en déplaçant la masselotte sur son axe. Ce système permet à un opérateur expérimenté de trafiquer à une vitesse de 40 mots par minute.
Le Vibroplex dans sa version originale est produit sans interruption depuis 100 ans avec seulement quelques changements cosmétiques mineurs. La société Vibroplex propose aujourd'hui de nombreuses clefs dont la clef originale, la clef Iambic destinée à être connectée sur un manipulateur électronique, le Vibrokeyer et quelques clefs traditionnelles.